# Roetkopalbatros
De roetkopalbatros (Phoebetria palpebrata) is een zeevogel uit de familie van de albatrossen (Diomedeidae). Het is een relatief kleine albatros en hij is nauw verwant met de zwarte albatros.

## Kenmerken
De vogel is 80 cm lang. Het is een relatief kleine, roetkleurige albatros. De volwassen vogel heeft een dofbruin gekleurde kop, keel, vleugels en staart. De rest van het bovenlijf is asgrijs. Van onder is de vogel bleek grijsbruin. De snavel is zwart en de ondersnavel heeft een smalle, blauwe rand.

## Verspreiding en leefgebied
De roetkopalbatros komt rond de hele Zuidelijke Oceaan voor. De broedkolonies bevinden zich op Sub-Antarctische eilanden zoals de Crozeteilanden, de Aucklandeilanden, Macquarie-eiland, de Kerguelen en Zuid-Georgië. Daar broedt de vogel in 11 tot 100 kleine kolonies. Buiten de broedtijd verblijven de vogels op volle zee waar zij foerageren op pijlinktvissen en krill maar ook vis (bijvangst).

## Status
De roetkopalbatros heeft een beperkt broedgebied en daardoor is de kans op uitsterven aanwezig. Volgens een schatting uit 1998 zijn er wereldwijd 58.000 roetkopalbatrossen en vertoont de populatie een dalende trend. Er is echter relatief weinig bekend over de exacte populatieontwikkeling. Bedreigingen worden onder meer gevormd door verdrinking bij het foerageren op aas in de langelijnvisserij en plastic zeeafval. Daarom staat deze soort als gevoelig op de Rode Lijst van de IUCN.

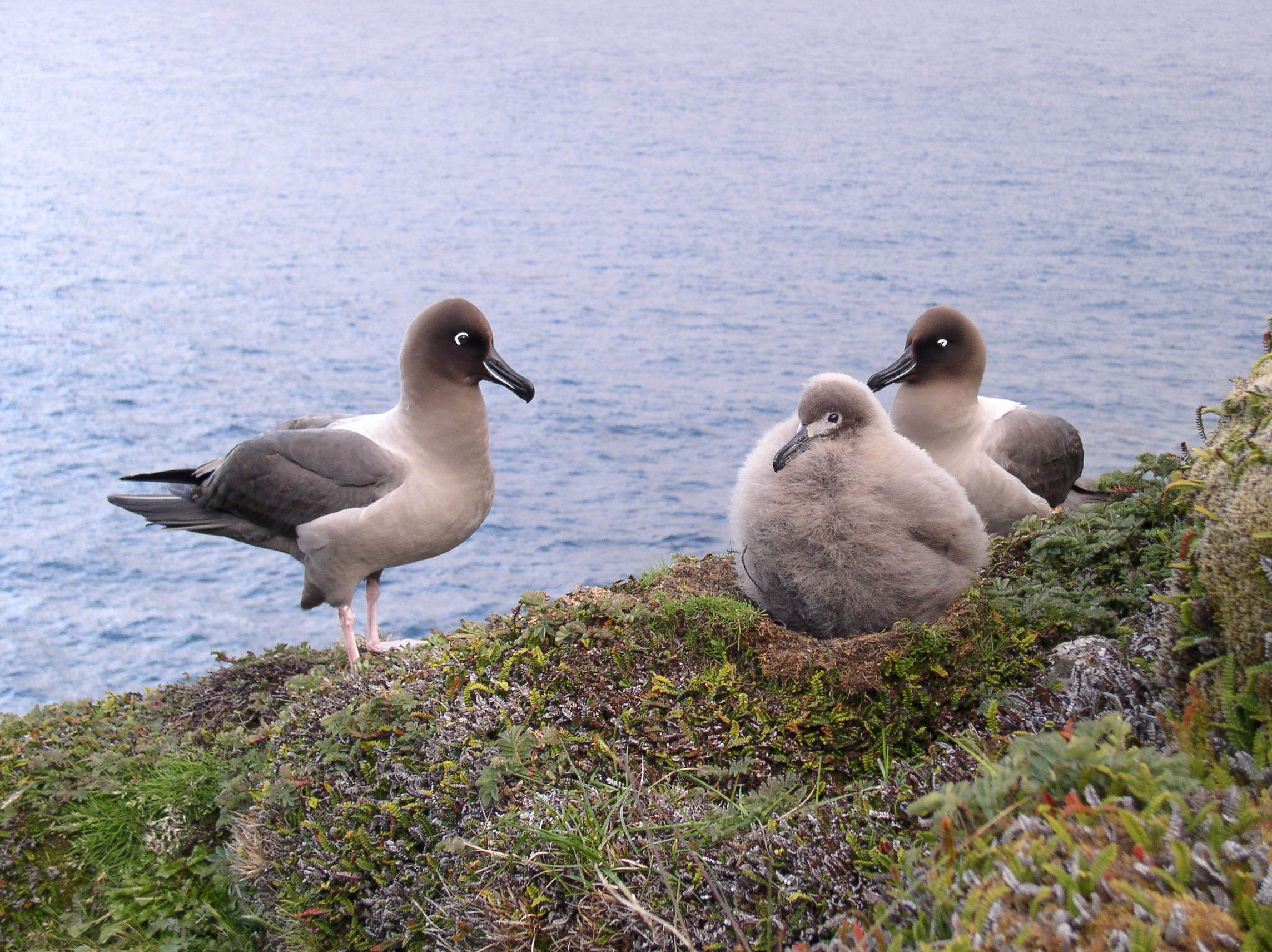